# Breslaus voetbalkampioenschap 1913/14
In 1913/14 werd het twaalfde Breslaus voetbalkampioenschap gespeeld, dat georganiseerd werd door de Zuidoost-Duitse voetbalbond. Verein Breslauer Sportfreunde werd kampioen en plaatste zich voor de Zuidoost-Duitse eindronde. De club versloeg Beuthener SuSV 09 en Viktoria Forst en verloor in de finale van FC Askania Forst.

## Eindstand
| Plaats | Club                          | Wed. | W  | G  | V  | Saldo | Ptn   |
| ------ | ----------------------------- | ---- | -- | -- | -- | ----- | ----- |
| 1.     | Verein Breslauer Sportfreunde | 16   | 14 | 11 | 1  | 64:13 | 29:3  |
| 2.     | VfR 1897 Breslau              | 16   | 12 | 1  | 3  | 58:20 | 25:9  |
| 3.     | SC Schlesien Breslau          | 16   | 11 | 2  | 3  | 67:15 | 24:8  |
| 4.     | VfB 1898 Breslau              | 16   | 9  | 1  | 6  | 57:38 | 19:13 |
| 5.     | SC Germania 1904 Breslau      | 16   | 6  | 2  | 8  | 30:36 | 14:18 |
| 6.     | Breslauer SC 08               | 16   | 6  | 1  | 9  | 43:47 | 13:19 |
| 7.     | Breslauer FV 06               | 16   | 5  | 0  | 11 | 26:50 | 10:22 |
| 8.     | SC Preußen Breslau            | 16   | 3  | 1  | 12 | 20:67 | 7:25  |
| 9.     | SC Falke Breslau              | 16   | 1  | 1  | 14 | 9:88  | 3:29  |

|  | Kampioen            |
|  | Degradatie Play-off |

### Degradatieplay-off
|              |                  |       |                 |                    |
| 14 juni 1914 | SC Falke Breslau | 3 – 0 | Breslauer SpVgg | BSC-Platz, Breslau |
| 14 juni 1914 |                  |       |                 | BSC-Platz, Breslau |

Ondanks de overwinning van Falke promoveerde Breslauer SpVgg omdat Falke een niet-speelgerechtigde speler opgesteld had. 